# 리사 마틴
리사 마틴-온디에키(Lisa Martin-Ondieki, 1960년 5월 12일 ~ )는 전 오스트레일리아의 마라톤 선수로 1988년 서울 올림픽 은메달리스트이다.
사우스오스트레일리아주 골리에서 태어난 마틴은 1984년부터 1996년까지 4개의 하계 올림픽에 참가하여, 3번째 올림픽에서 은메달을 따면서 자신 세대의 최고 거리 달리기 선수들 중의 하나로 자신의 지위를 확정시켰다. 은메달의 추가로 그녀의 다음으로 최고 결과는 1984년 로스앤젤레스 올림픽에서 7위였다.
그녀는 1986년과 1990년 코먼웰스 게임에서 마라톤 2연승은 물론, 뉴욕 마라톤과 오사카 마라톤을 포함한 다수의 경주를 우승하였다. 1988년에 세워진 그녀의 오스트레일리아 기록은 2006년 베니타 존슨에 의하여 깨질 때까지 18년 동안 도전되지 않은 기록으로 남아있었다.